# Karel Van den Bossche
Karel Van den Bossche (Brussel, 28 juni 1933 - Sint-Amands, 3 december 2017) was een Vlaamse heemkundige en uitmuntend molinoloog of deskundige op het gebied van molens.

## Levensloop
Karel Van den Bossche werd geboren te Brussel op 28 juni 1933, huwde met Anneke Plasschaert en overleed thuis in Sint-Amands op 3 december 2017.
Karel volgde Grieks-Latijnse bij de Jezuïeten in Aalst en studeerde in 1958 af als doctor in de rechten aan de Universiteit Gent.
In 1975 startte Karel zijn molenmuseum in de “Scheldemolens”, een bloemmaalderij in de Emile Verhaerenstraat in Sint-Amands, waar de familie Van den Bossche in 1909 terechtkwam vanuit Opdorp. Op de plaats van het “Molenmonument” op de Scheldedijk aan de overkant van de straat stond er vroeger en stenen windmolen. De collectie verhuisde in 1997 naar het pand in de Kerkstraat nr. 3. Het was het allereerste Centrum voor Molinologie in de Lage Landen, dat de molen niet als object op zich zag. Van meet af aan zette Karel het begrip “molinologie” (de molens als omvormers van natuurlijke energie) om in de praktijk, met name in een museum. Het is de zeer grote verdienste van Karel om met zijn museum de molens te belichten vanuit verschillende onderzoeksvelden of invalshoeken. De collectie van het museum werd in 2016 overgebracht naar een ruimte in een molenwal, waarop de (al overgebrachte) Gansakkermolen van Geel zal geplaatst worden. Het levenswerk van Karel blijft dus bestaan.
Karel trad in 1978 toe tot het bestuur van Molenzorg Vlaanderen vzw. Met zijn heldere inzichten stond hij steeds in voor een duidelijke inbreng, zowel over molenbehoud als over molenstudie. Toen in 2008 de nood bestond aan een contactforum voor alle Vlaamse molenverenigingen, werd Karel spontaan bereid gevonden om het voorzitterschap waar te nemen, een functie die hij in 2015 doorgaf aan Alain Goublomme uit Horebeke. Karels voorzitterschap werd gedragen door een gezond formalisme, waardoor iedere vereniging - van groot tot klein - er zich thuis in voelde en gerespecteerd werd in zijn eigenheid. 
Als jurist en economist had Karel als geen ander inzicht in de “ware bedoeling” van molens: een zo groot mogelijke meelproductie bekomen. Dit gaf spanningen in de maatschappij: de machthebbers wilden het monopolie hebben en behouden op deze productie. Banrecht en windrecht, overigens niet onderling te verwarren, waren de middelen om de controle over de meelproductie te bekomen. 

## Beroepsleven
- advocaat Balie Hof van Beroep Gent (1958-1962)
- bedrijfsleider (1962), afgevaardigd bestuurder en voorzitter raad van bestuur (1967) nv Scheldemolens, Sint-Amands
- afgevaardigd bestuurder en voorzitter raad van bestuur nv Bakkerijen Pauwen-Sorgeloos (1967-1974) en nv Belfort-V (sinds 1967)
- bestuurder United Belgian Mills (sinds 1986).

## Functies
- bestuurder (sinds 1967) en voorzitter (sinds 1977) Algemene Vereniging Belgische Maalders
- voorzitter E.E.G.-Maalindustrie (1982)
- voorzitter E.E.G. Export Milling Industry (1984-1985)
- ondervoorzitter (1984-1986) en voorzitter International Milling Association (sinds 1988)
- bestuurder Federatie Landbouw en Voedingsnijverheid (sinds 1980)
- scheidsrechter in Arbitragekamer Antwerpen (sinds 1978)
- rechter in handelszaken Rechtbank van Koophandel in Mechelen (sinds 1971)
- luitenant-kolonel militaire politie (reserve)
- algemeen president Orde van den Prince (1972-1975)
- ondervoorzitter Protea (sinds 1981)
- stichter en voorzitter Vlaams Studiecentrum voor Molinologie - Molenmuseum vzw, Sint-Amands (1975-2017)
- bestuurslid Molenzorg Vlaanderen vzw (1977-2017)
- member of The International Molinological Society
- bestuurslid en voorzitter  Heemkunde Gouw Antwerpen  (2005-2013)
- medestichter en voorzitter  Molenforum Vlaanderen (2008-2015)

## Laureaat
- Prijs Sint-Amands Cultureel Patrimonium -
- Professor Eric Suy-prijs (2008) -
- Jozef Weyns-eremerk (2014)

## Publicaties
Monografieën
- Ontdek de Molen (1980)
- Flanders, Flemings and Little England beyond Wales (1982) - The Canterbury tales. The knight’s tale, the miller’s tale, the reeve’s tale, the mechant’s tale (1982)
- Over molenaars en een kapitaalvennootschap uit de XIIe eeuw (1983)
- De Molen als symbool, 2 delen (915 p.)
- Een spreekwoord, een waar woord. Een studie van molenspreekwoorden - De middeleeuwen. Historische reconstructie. Toelichting bij molenmuseumthema: de molen als symbool (60 p.) - Een economie-wereld. Eenheidsmarkt in de XI, XII, XIIIde eeuw. Toelichting bij het onderzoeksveld economie (29 p.)
- De industriële revolutie der middeleeuwen. Toelichting bij het onderzoeksveld: eerste industriële revolutie (148 p.) - De noordelijke industriële pool van de economie-wereld der XI, XII, XIIIde eeuw. Het graafschap Vlaanderen. Toelichting bij het onderzoeksveld geschiedenis (192 p.)
- Molentechnologie en -techniek. Toelichting bij het onderzoeksveld industriële archeologie (117 p.)
- De molen en het recht. Toelichting bij het onderzoeksveld recht (26 p.)
- Molenaars... zelf geen heiligen, wel veel heiligen bij de hand. Toelichting bij het onderzoeksveld volksdevotie (70 p.)
- Molinologie en haar onderzoeksvelden. Toelichting bij het Molenmuseumthema: de molen als symbool (9 p.)
- De windmolen. Oorsprong en ontstaan van de richtbare windmolen. Toelichting bij de onderzoeksvelden Techniek, Geschiedenis, Economie (47 p.)
- De molenaar op zijn molen, een subcultuur. Toelichting tot het onderzoeksveld volksleven (48 p.)
- Molenrompen in Vlaanderen (2005, 21 p.)
- De Molen geschilderd en (on-)gekend (120 p. - 32 kleurenafbeeldingen) - Mobiliteit in het oude Graafschap Vlaanderen XI, XII, XIIIde eeuw, en… de molen (24 p.)
- Het verzet van 1798.
- Molenrecht in de Graafschap Vlaanderen: publiek recht? heerlijk recht? (2005, 45 p.)
- De windmolen en zijn omgeving - Toelichting bij het onderzoeksveld landschap (30 p.)

Artikels in tijdschriften
- Molino-dialoog. Nieuwsbrief voor “de vriendenkring van het molenmuseum”, jg. 1 (2002) – jg. 16 (2017): tot en met 2015, vrijwel alle bijdragen.
- Molenecho’s. Vlaams Tijdschrift voor Molenstudie, van de vzw Molenzorg Vlaanderen (hierna: uit de periode 2000- 2016) 
  - Duurzame windenergie in de wereld, in Vlaanderen, jg. 28, 2000, 3, p. 120-124.
  - “… Opdat niet dikmaels wordet gedefraudeert…”. Meelfraude is van alle tijden, jg. 28, 2000, 4, p. 211-212. -
  - Molenrecht in het graafschap Vlaanderen: publiek recht, heerlijk recht? jg. 32, 2004, 4, p. 341-359.
  - Nog reacties op het voorstel van Y. IJzerman in ons vorig nummer (over de herdefinitie van “molinologie”), jg. 34, 2006, 1, p. 12-14.
  - Ketsen en zijn verscheidene achtergronden die op de voorgrond treden, jg. 34, 2006, 3, p. 207-208.
  - Het juridisch statuut van de watermolens in Vlaanderen, jg. 35, 2007, 2, p. 284-303.
  - Molenforum Vlaanderen vzw, jg. 37, 2009, 1, p. 6-7.
  - Van molen tot maalderij. Van molenaar naar maalder, jg. 38, 2010, 3, p. 128-139.
  - Flandria: terra molendina, jg. 39, 2011, 2, p. 111-115. -
  - Waarom ontstond de richtbare windmolen in het oude graafschap Vlaanderen?, jg. 40, 2012, 2, p. 61-73.
  - Duiding van het memorandum “De ventis et molendinis” (1712), jg. 41, 2013, 2, p. 113-114.
  - Regeldrift: ouder dan de meulenstraat. Middeleeuws reglementitis in onze gewesten, jg. 41, 2013, 4, p. 206-220. -
  - Heeft de klikspaan zich misdragen? jg. 41, 2013, 4, p. 221- 2222. -
  - Tentoonstelling. De molen: vrucht van grenzeloze inspiratie, jg. 42, 2014, 1, p. 14.
  - Het grenzeloze nut van de molen. Enkele minder bekende molentoepassingen, jg. 42, 2014, 1, p. 11-20.
  - De molenaar: een personage. Historische, maatschappelijke, culturele & economische benadering, jg. 42, 2014, 2, p. 78-107.
  - Sint-Amands als Vlaams molencentrum. 1. Het Vlaams Centrum voor Molinologie-Molenmuseum, 1975 - 2015/2016 -…, jg. 44, 2016, 1, p. 21-26.
  - De Scheldemolen van Sint-Amands, jg. 44, 2016, 1, p. 33- 35. -
  - Molenspreekwoorden: molenaarsmoraal, jg. 44, 2016, 4, p. 202-206.
  - Gouwtijdingen en Gouwtijdschrift van de vzw Heemkunde Gouw Antwerpen vzw.